# Karl-Heinz Barnekow
Karl-Heinz Barnekow (* 2. Oktober 1917 in Markranstädt; † ) war ein deutscher Gebrauchsgrafiker und Illustrator.

## Leben und Werk
Barnekow absolvierte eine Lehre als Dekorations- und Schriftmaler und studierte in Dresden Grafik. Er nahm als Soldat der Wehrmacht am Zweiten Weltkrieg teil und arbeitete nach der Rückkehr aus der Kriegsgefangenschaft ab 1946 in Markranstädt freischaffend als Gebrauchsgrafiker. Er illustrierte vor allem wissenschaftliche und populärwissenschaftliche Bücher, insbesondere für den Urania-Verlag, Leipzig-Jena-Berlin, von denen einige mehrfach, auch nach der deutschen Wiedervereinigung, aufgelegt wurden. Die von Barnekow entworfene Titelillustration des Buchs Der Sternenhimmel (Klaus Lindner; Urania-Verlag, Leipzig, 1974) wurde auf der VIII. Kunstausstellung der DDR gezeigt. Das von ihm illustrierte Buch Zunftzinn. Formenvielfalt und Gebrauch bei Fest und Alltag des Handwerks (Dieter Nadolski, Edition Leipzig, 1986) wurde im Wettbewerb Schönste Bücher der DDR geehrt.
Neben seinen Brot-Arbeiten betätigte Barnekow sich auch als freier Maler.
Barnekow war bis 1990 Mitglied des Verbandes Bildender Künstler der DDR und zeitweilig Vorsitzender des Leipziger Bezirksverbands. Er wurde 1983 mit dem Vaterländischen Verdienstorden in Silber geehrt.

## Werke (Auswahl)

### Malerei
- Porträt des Malers Heinz Müller (1953, Öl, 40 × 32 cm)[2]
- Blumenstilleben, rote Lilien (1957, Öl, 74 × 54 cm)[3]

### Buchillustrationen
- Klaus Lindner: Der Sternhimmel. Urania Verlag. 1974
- Günther Sterba (Hrsg.): Enzyklopädie der Aquaristik und spezielle Ichthyologie. Verlag J. Neumann-Neudamm, Melsungen. Berlin. Basel. Wien, 1978
- Christian Friedemann: Leben wir unter kosmischen Einflüssen? Urania Verlag 1978
- Walter Conrad: Vom Jakobsstab zur Satellitennavigation. Urania Verlag, 1979
- Dieter Nadolski: Altes Gebrauchszinn. Edition Leipzig, 1983
- Hans Backe u. a. (Hrsg.): Erlebte Physik. Das Physik-Experimentierbuch. Urania Verlag, 1987
- Meinhard Lüning, Roland Felix (Hrsg.): Komplexe bildgebende Diagnostik. Abdomen. Thieme Verlag, Leipzig, 1989

## Teilnahme an zentralen und wichtigen regionalen Ausstellungen in der DDR
- 1961, 1965, 1974 und 1979: Leipzig, Bezirkskunstausstellungen
- 1962/1963 und 1977/1978: Dresden, Fünfte Deutsche Kunstausstellung und VIII. Kunstausstellung der DDR